# 承政院日記
承政院日記は李氏朝鮮及び大韓帝国の承政院で王命出納、行政事務等を毎日記録した日記である。2001年9月世界の記憶に登録された。1623年（仁祖1年）陰暦3月から1910年（純宗4年）までの記録が現存していて、現在は仁祖と高宗時代の日記が翻訳されている。別名喉院日記とも言う。

## 概要
承政院日記は行政と事務、王命、出納等を受け持つ承政院の事務を記録した日記である。単一史料としては最も膨大な量で、資料的価値が高く評価されている。全部で3245冊、文字数2億4250万字である。1960年から1977年まで国史編纂委員会で草書体であった承政院日記を楷書体に書き直す作業をした。2000年から2010年までは承政院日記情報化作業を進め、影印本1冊～111冊、127冊～129冊で大韓電算化が進行した。

## 保存と焼失
承政院の注書・仮注書は、毎日承政院の日記を書いたが、毎月の日記は、翌月の案件を書いて完成して保存した。元来朝鮮開国以来の日記があったのだが、文禄の役の時（1592年、宣祖25年）に焼失し、1623年（仁祖1年）までの日記も、李适の乱で益々失われた。その後文禄・慶長の役以後の日記を改修したが、1744年（英祖20年）承政院の火災で文禄・慶長の役直後から1721年（景宗1年）の記録が焼失して、1746年（英祖22年）日記庁を設置して改修したが、本来の冊数の3分の1にも至る分量を改修する量があった。また英祖時代の承政院日記中の壬午年の日（壬午禍変）と関連する内容は、世孫の正祖に請われて洗草（抹消、破棄）になった。そして1888年（高宗25年）に再び火災で1851年（哲宗）から1888年（高宗25年）までに日記361冊が焼失したが、再び改修した。その他に多くが紛失と火災を受けて改修を繰り返し、改修された時代の原本の内容をどの程度変えたか知る術はない。

## 評価
この本は当時の公的記録である『備辺司謄録』、『日省録』と共に稀に存在する李氏朝鮮時代の国政の結果に対する一次資料としてその価値は実録を凌駕することで認められている。